# 横井福次郎
横井 福次郎（よこい ふくじろう、1912年9月25日 - 1948年12月5日）は、日本の漫画家である。
幅広い表現やストーリー性に富んだ漫画を描き手塚治虫にも大きな影響を与えたが、36歳で夭折。
代表作の『ふしぎな国のプッチャー』、『冒険児プッチャー』は、太平洋戦争後の日本における空想科学漫画を牽引した作品とされる（日本における空想科学漫画の先駆は大城のぼるが1940年に発表した『火星探険』とされている）。
孫は芸能マネージャーで、爆笑問題を担当している。

## 経歴
東京府東京市芝区（現：港区）に生まれる。洋服仕立て職人の父は2歳の時に死去。関東大震災により生家を失い、実祖父の横井家の養子となる。1930年に時事新報社活字鋳造部に入社、そこで北澤楽天の漫画に出会い漫画を描き始めるようになる。1932年に時事新報社を退社した楽天に師事し、漫画家としての生活が始まる。同年、「新漫画集団」結成に参加。1936年に結婚。1940年頃から『アサヒグラフ』へ漫画を寄稿するようになり、1941年に『ヨクサン部隊』を刊行。『漫画』の1月号から4月号に連載された『おばさん物語』は4コマのサイレント漫画で、長期連載の予定だったが、出征で終了した。日中戦争から太平洋戦争の初めにかけて従軍、砲兵の観測兵として参戦する。しかしフィリピンにて結核とマラリアにかかり、1943年に帰還。戦後の1946年から精力的に漫画を執筆、『VAN』『少年クラブ』に傑作を発表。最大月35本もの連載を抱えながら、妻の実家で家族のいる高知県長岡郡大杉村（当時。現在は大豊町）と、翌1947年からは兵庫県明石市と東京を往復するという二重生活を送る。1948年3月、東京都練馬区に家族を呼び寄せるが、同年12月5日、肺結核により死去。横井の死後、『冒険児プッチャー』は小川哲男に引き継がれ、完結される。

## 主な作品
- 『ヨクサン部隊』
- 『アッパレ父さん』
- 『力さん』
- 『火の玉カンチャン』
- 『ふしぎな国のプッチャー[7]』

初出は『少年クラブ』（講談社）に1946年7月号より1948年3月号まで連載され、単行本は1948年に刊行された。横井の死去（同年12月）まで描き続けられた。基本的に全コマ（数コマの例外はある）に対応する物語本文のある点で、特徴的である。『少年漫画劇場』第4巻（筑摩書房、1971年）に『冒険児プッチャー』を除く全巻129ページ、313コマの復刻が収録された。
- 『冒険児プッチャー』（講談社）

『ふしぎな国のプッチャー』の続編にあたる。単行本刊行は横井の死後、1949年。
- 『ボックリ坊やの冒険』

1947年に『ぼっくり坊やの冒険』のタイトルで映画化される。
- 『ハップル先生汽車の旅』
- 『オォ!!市民諸君!』

川島雄三監督により『シミ金のオォ!!市民諸君!』のタイトルで映画化された。
- 『エミコの時計は何故進む』
- 『家なき人々』

雑誌『VAN』に連載された。
- 『おばさん物語』
- 『職なき人々』
- 『冒険ターザン』（光文社）[5]